# Whitten Peak
Whitten Peak är en bergstopp i Antarktis. Den ligger i Västantarktis. Argentina, Chile och Storbritannien gör anspråk på området. Toppen på Whitten Peak är 445 meter över havet.
Terrängen runt Whitten Peak är huvudsakligen kuperad, men åt nordost är den platt. Havet är nära Whitten Peak åt nordost. Trakten är glest befolkad. Närmaste befolkade plats är Esperanza Base, 3,5 kilometer öster om Whitten Peak.